# Temple Puji (Ningxiang)
Le temple Puji (chinois simplifié : 普济寺 ; chinois traditionnel : 普濟寺 ; pinyin : Pǔjì Sì) est situé dans le village de Qingshanqiao (青山桥镇, Qīngshānqiáo Zhèn), à Ningxiang, dans la province chinoise du Hunan, Chine,,.

## Histoire
Le temple fut fondé entre 1271 et 1368 sous la dynastie Yuan. À l'époque, il s'appelait Furong'an (芙蓉庵, Fúróng'ān).
En 1413,  i'empereur Ming Yongle (1360-1424) rebaptisé le temple «Puji Si» (普济寺, Pǔjì Sì).
Au XXIe siècle, le gouvernement du bourg de Qingshanqiao rénove le temple.